# Arrondissement Calais
Arrondissement Calais je francouzský arrondissement ležící v departementu Pas-de-Calais v regionu Hauts-de-France. Člení se dále na 4 kantony a 52 obcí.

## Kantony
od roku 2015:
- Calais-1
- Calais-2
- Calais-3
- Marck

před rokem 2015:
- Calais-Centre
- Calais-Est
- Calais-Nord-Ouest
- Calais-Sud-Est
- Guînes